# Boris Tokarev (acteur)
Pour les articles homonymes, voir Boris Tokarev.
Boris Vassilievitch Tokarev (russe : Бори́с Васи́льевич То́карев) est un acteur de théâtre et de cinéma soviétique puis russe, né le 20 août 1947 dans l'oblast de Kalouga en Union soviétique. Il est le premier vice-président de la Guilde des acteurs de Russie et le producteur général des studios "Début".

## Biographie
Boris naît et passe son enfance au village de Kisilevo du raïon Borovski dans l'oblast de Kalouga. Plus tard, la famille s'installe à Moscou. 
En 1962, à l'âge de douze ans, il tient son premier rôle dans le film de Youri Pobedonostsev (ru)  La Génération sauvée. L'année suivante, on l'invite à rejoindre la troupe du Théâtre Pouchkine de Moscou, où il débute dans l'adaptation des Piliers de la société de Henrik Ibsen. Il continue de se produire sur scène tout en poursuivant sa scolarité. Parallèlement, il joue encore dans quelques films. 
Après les études dans la classe de maître de Boris Bibikov (ru) et Olga Pyjova à l'Institut national de la cinématographie, en 1969, Tokarev devient acteur du Théâtre de l'Armée rouge, qu'il quitte un an plus tard, ayant fait le choix d'une carrière au cinéma. Parmi ses plus grands succès, les rôles dans les films La Neige chaude et La 359e section (1972). L'artiste incarne ensuite Sania Grigoriev, le héros du roman de Benjamin Kaverine Deux capitaines, son livre préféré quand il était enfant et dont il avoue avoir regardé l'adaptation de 1955, par Vladimir Venguerov, une vingtaine de fois. 
Il complète sa formation dans la classe de Sergueï Guerassimov et signe, en 1978, son premier long métrage Mon ange (Ангел мой) en tant que réalisateur.

## Vie privée
Boris Tokarev est marié depuis 1969, avec l'actrice Ludmila Gladounenko (ru) rencontrée sur le tournage du film Où es-tu maintenant, Maxime ? («Где ты теперь, Максим?»). Leur fils, Stepan Tokarev, est diplômé de l'Institut d'État des relations internationales de Moscou. 

## Distinctions
- Prix des frères Vassiliev : 1976, pour le rôle de lieutenant Kouznetsov dans le film La Neige chaude
- Artiste émérite de la RSFSR : 1976
- Prix du Komsomol : 1978, pour la création d'une image contemporaine de jeunesse au cinéma
- Maître émérite des arts de la Russie (ru) : 2001[3]
- Prix FSB : 2006, pour le téléfilm La Garde secrète
- Ordre de l'Amitié : 2013

## Filmographie

### Acteur

#### Cinéma
- 1960 : Spasennoe pokolenie
- 1963 : Vstuplenie : Volodia Yakoubovitch (Boria Tokarev)
- 1964 : Sinyaya tetrad : Kondrati
- 1965 : Doroga k moryu : Tolia
- 1965 : Gde ty teper, Maksim? : Maxime
- 1965 : Palata : Micha Novikov
- 1968 : J'avais 19 ans : Unterleutnant
- 1970 : Morskoy kharakter : Andreï Vassilievitch Krotkikh
- 1971 : Knyaz Igor : le prince Vladimir
- 1971 : Otkradnatiyat vlak : Roubachkine
- 1972 : A zori zdes tikhie : Ossianine,le mari de Margarita (B. Tokarev)
- 1972 : Goryachiy sneg : Lt. Nikolaï Kouznetsov
- 1972 : Yesli ty muzhchina... : Pachka Sneguiriov
- 1973 : Vysokoe zvanie. Dilogiya: Film pervyy. Ya - Shapovalov T.P. : Pavel Chapovalov
- 1974 : Vysokoe zvanie. Dilogiya: Film vtoroy. Radi zhizni na zemle : Pavel Chapovalov
- 1976 : Dva kapitana : Sania Grigoriev
- 1976 : Eto my ne prokhodili : Youri Riabinine (B. Tokarev)
- 1980 : Gwiazdy poranne : Michail Lawrow (Borys Tokariew)
- 1980 : Svítalo celou noc : Okounev
- 1981 : Little Alexander : Hauptmann Zwetow (Boris Tokarjew)
- 1983 : Osobyy sluchay
- 1984 : Poruchit generalu Nesterovu
- 1986 : Mglistye berega
- 1988 : Zagon : Sacha
- 1991 : Gol v Spasskie vorota
- 1996 : President i ego zhenshchina : Gleb
- 2001 : Osobiy sluchay
- 2007 : Le Code de l'apocalypse : l'officier du FSB

#### Courts-métrages
- 1951 : Tayozhnaya skazka

#### Télévision
Séries télévisées
- 1999 : Dose detektiva Dubrovskogo : Voïtov (1999)
- 2006 : Moya Prechistenka : le prince Répnine

### Réalisateur

#### Cinéma
- 1982 : Ce n'est pas à l'église qu'on nous mariait (Нас венчали не в церкви)
- 1985 : Ploshchad Vosstaniya
- 1987 : Nochnoy ekipazh
- 1992 : L'Ermite (Otchelnik)

#### Télévision
Séries télévisées
- 2006 : Moya Prechistenka

### Scénariste

#### Cinéma
- 1985 : Ploshchad Vosstaniya